# Toepolev Tu-119
De Toepolev Tu-119 (Russisch: Туполев Tу-119) was een viermotorig vliegtuig gebouwd door het Toepolev-vliegtuigontwerpbureau. De Tu-119 was een experimenteel toestel met als doel onderzoek te doen naar de haalbaarheid van een nucleair aangedreven vliegtuig. Waarschijnlijk heeft slechts één Tu-119 ooit het luchtruim gekozen, in 1965.

## Beschrijving
De Tu-119 was in feite een Tu-95-bommenwerper uitgerust met twee nucleaire Koeznetsov NK-14-motoren en twee reguliere NK-12-motoren. Volgens verschillende bronnen was het toestel in staat om wel tot 48 uur in de lucht te blijven. Langer ging niet in verband met de ioniserende straling waaraan de bemanning werd blootgesteld.
In het westen ging men er lange tijd van uit dat de Tu-119 succesvol getest was en ook in dienst was gekomen bij de luchtmacht van de Sovjet-Unie. Na het uiteenvallen van de Sovjet-Unie werd echter duidelijk dat de Tu-119 nooit verder is gekomen dan de testfase en dus ook nooit daadwerkelijk in dienst is gekomen.

## Vergelijkbaar vliegtuig
- Convair X-6